# Compasul (constelație)
Compasul (sau - în termeni de specialitate - Circinus) este o mică și slab  vizibilă constelație a cerului sudic.

## Descriere și localizare

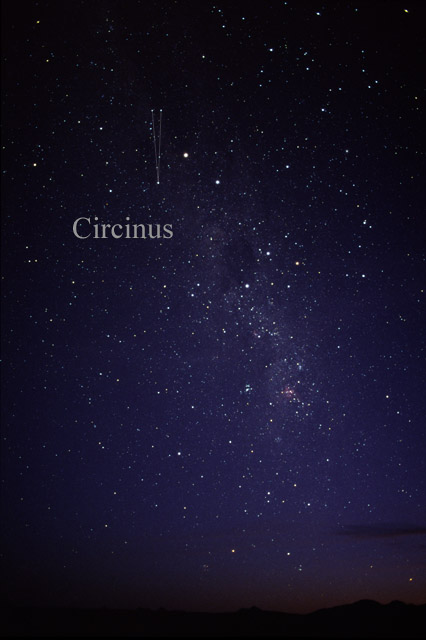
Constelația Compasul văzută cu ochiul liber. Pentru identificarea mai ușoară au fost trasate linii între stele.

Constelația Compasul este formată dintr-un grup de stele dintre care una singură (aproape) atinge magnitudinea de 3. Este poziționată exact pe banda luminoasă a Căii Lactee. Din Europa nu este vizibilă. Cea mai luminoasă stea din Compasul este Alpha Circini având o magnitudine aparentă de 3,19. Este o stea ușor variabilă fiind cea mai strălucitoare stea Ap rapid-oscilatorie de pe cerul nocturn. Theta și AX Circini sunt cele mai proeminente stele variabile din constelație. În jurul a două stele din Compasul s-au descoperit planete:  HD 134060 are două planete de dimensiuni mici iar HD 129445 este orbitată de o planetă de tip Jupiter (gigant gazos). În anul 185 d.Hr. supernova SN 185 a explodat în Compasul fiind observată de astronomii Chinezi, alte două nove s-au înregistrat aici în secolul 20. În 1977 s-a descoperit o ploaie de meteori care își are radiantul în această constelație: Alpha Circinidele.

## Istorie
Coordonate:  15h 00m 00s, −60° 00′ 00″